# 初音ミクDVD〜memories〜
『初音ミクDVD〜memories〜』（はつねみくディーブィーディー メモリーズ）は、初音ミク関連作品のPV集。DVD1枚組。2010年2月10日発売。発売元はソニー・ミュージックダイレクト（以下SMDR）。

## 概要
動画投稿サイトを舞台に数多くの作家が動画作品を発表し人気を集めた初音ミクの映像作品を集めた初のDVDで、2009年8月に発売されたアルバム『初音ミク ベスト〜impacts〜』、『初音ミク ベスト〜memories〜』に続くドワンゴ・ミュージックエンタテインメント（dme）との共同企画により『初音ミクDVD〜impacts〜』と同時発売された（こちらの販売元もSMDRであり、SMEではこちらもSMDR発売分として扱われる）。
初回限定品は特典としてスペシャルケース、ピクチャーレーベル仕様となっており、2009年8月31日に行われたコンサート『ミクFes'09（夏）』の映像が動画サイトで観られるシリアルカードも付属している。
価格の3,939円（税込）は、「ミクミク」の語呂合わせである。

## 収録曲
1. ハジメテノオト【3D PV】
  - malo、puni-ko feat.初音ミク  
    - 作詞・作曲：malo 映像：puni-ko
2. えれくとりっく・えんじぇぅで手書きアニメ
  - ヤスオ ／ 二色鯉 feat.初音ミク
    - 作詞・作曲：ヤスオ　映像：二色鯉
3. ワールドイズマイン
  - supercell feat.初音ミク
    - 作詞・作曲：ryo　映像：redjuice
4. celluloid
  - baker feat.初音ミク 
    - 作詞・作曲・映像：kisk_baker
    - 同時発売の『初音ミクDVD〜impacts〜』を含め唯一実写を使った作品。
5. melody.exe ver2.00
  - キオ式PVサウンド連合 feat.初音ミク
    - 作詞・作曲：mikuru396 映像：Ussy、kio
6. ブラック★ロックシューター
  - supercell feat.初音ミク
    - 作詞・作曲：ryo 映像：huke
    - PVには初音ミクは登場せず、ブラック★ロックシューターというオリジナルキャラクターが登場する。該当項目を参照。
7. Last Night, Good Night
  - livetune feat.初音ミク  
    - 作詞・作曲：kz　映像：redjuice
8. Dear
  - 19's Sound Factory ／ 三重の人 feat.初音ミク
    - 作詞・作曲：19 -iku- 映像：三重の人 イラスト：meola
9. SETSUNA
  - SHIKI feat.初音ミク
    - 作詞・作曲：SHIKI 映像：tokatoto 編曲：FAT イラスト：のの、藤池ひろし、藤代叶、雨司、BoneCat、sacrow、蒼木　里緒、ヘナ、nyan_nyan、agatha、vient、あど1、グレ、kyky
10. Nebula
  - Tripshots feat.初音ミク
    - 作詞・作曲・映像：Tripshots
11. LOL -lots of laugh-
  - mikumix feat.初音ミク
    - 作詞・作曲：mikumix(作詞エンドケイプ) 映像：poeyama　イラスト：ほにゃらら
    - 後に発売される『初音ミク 5thバースデー ベスト〜impacts〜』にも収録されている。
12. 夕日坂
  - doriko ／ nezuki feat.初音ミク
    - 作詞・作曲：doriko 映像：nezuki
13. スマイリー×スマイリーPV ver.1.1+α
  - GonGoss / Moch feat.初音ミク
    - 作詞・作曲：GonGoss 映像：Moch